# Oggetti di Dragonlance
In questa pagina sono elencati i principali oggetti che compaiono nella saga fantasy di Dragonlance.

## B

### Bastone di cristallo azzurro
Il bastone di cristallo azzurro fu donato a Riverwind dalla dea Mishakal, quando egli approdò a Xak-Tsaroth alla fine della sua lunga ricerca di un segno della presenza dei veri dèi su Krynn: una volta tornato al suo villaggio nativo di Que-shu, Riverwind passò poi il magico bastone alla sua compagna Goldmoon. Visto dall'esterno, il bastone appare come una normale verga di legno, ma è nei momenti in cui sprigiona il suo potere che esso si trasfigura improvvisamente e comincia ad emanare una forte luce azzurra. Il bastone ha il grande potere, sconosciuto all'epoca della Guerra delle Lance, di guarire anche la più grave delle ferite con un semplice tocco, ma è anche in grado di punire con una scarica elettrica tutti coloro che provino a toccarlo senza avere il cuore puro; esso salva inoltre la vita a Riverwind e Goldmoon quando questi sta per essere lapidato nel suo villaggio, trasportando i due innamorati istantaneamente nella campagna vicino a Solace.
Si può dire che fu il bastone di cristallo azzurro a dare inizio alla Guerra delle Lance, poiché dalla sua comparsa le orde della Regina Oscura si scatenarono per Krynn alla sua frenetica ricerca, al fine di evitare che la notizia del ritorno dei veri dèi si spandesse su Krynn. La ricerca divenne comunque vana nel momento in cui gli Eroi delle Lance tornarono a Xak-Tsaroth: qui, infatti, Goldmoon parlò con la dea Mishakal in persona, che le rivelò la sua intenzione di riportare la fede su Ansalon e si riprese il bastone, donando in cambio al neonato chierico il medaglione della dea e la capacità di guarire con la sola imposizione delle mani.

### Bastone di Magius
Il Bastone di Magius è un bastone magico creato molto prima che Magius lo ottenesse. Apparteneva a Magius, il mago che combatté al fianco di Huma nell'antica guerra contro i draghi, il quale lasciò in eredità al Conclave soltanto questo bastone, intriso della sua più profonda magia. Dopo secoli e secoli, il bastone di Magius viene donato a Raistlin Majere dopo la sua Prova. Il giovane mago passerà mesi a studiare un antico libretto scritto da un soldato di Huma nel tentativo di capire come funzioni la magia di quel potente artefatto. Il Bastone possiede un grande potere magico, essendo stato utilizzato più volte per aprire le porte e fondere serrature e lucchetti. Il personale incrementa anche la forza mentale dell'utilizzatore, fornendo sicurezza e supporto per il suo possessore. Tra gli incantesimi che il bastone è in grado di operare c'è quello della luce, in grado di bucare qualsiasi tipo di tenebra magica, che si attiva pronunciando la parola magica Shirak ed accende di un bagliore accecante la sfera imprigionata nell'artiglio di drago, che può essere spenta pronunciando la parola Dulak; inoltre, il bastone è in grado di aumentare la forza di un colpo inferto con esso e di concedere al suo proprietario la capacità di fluttuare nell'aria come una piuma per scendere incolume da grandi altezze.
Il bastone è di semplice legno, con un artiglio di drago dorato ricurvo in cima che regge una sfera, ma la sua magia è tale che nessuno al di fuori del proprietario può permettersi di toccarlo senza provare atroci dolori o senza vedere estinguersi il suo potere. Questo perché sul Bastone è stato posto un potente incantesimo di protezione, in modo che chiunque tenti di toccarlo non essendone il suo legittimo proprietario si bruci con una scarica elettrica, o addirittura impazzisca. E inoltre, appunto, una volta che il possessore è separato dal Bastone, tutte le magie sono impossibili da attuare, a meno che l'oggetto non sia consegnato volontariamente. Raistlin ne ha la più profonda cura, e solo all'ultimo lo cede al fratello Caramon perché possa chiudere il Portale ed intrappolarlo nell'Abisso assieme alla Regina delle Tenebre. Dopo questo episodio, il suo seguace Dalamar lo chiude in una stanza in cima alla Torre di Palanthas ed ordina che la porta non sia mai più aperta, sigillandovi all'interno sia il bastone che il Portale.
Inspiegabilmente, dopo la Prova di Palin Majere, figlio di Caramon, il guardiano che è stato incaricato di vegliare sulla stanza e sul suo contenuto per tutta l'eternità consegna proprio al giovane mago il bastone di Magius, affermando di aver ricevuto quest'ordine dal Signore della Torre, ossia lo stesso Raistlin morto da diversi decenni...

## C

### Ciondolo di Fistandantilus
Il ciondolo di ematite di Fistandantilus è stato creato durante l'Era dei Sogni, molto prima del Cataclisma, dalla dea Takhisis in persona, alla quale il malvagio stregone si era rivolto per risolvere il problema della sua mortalità. È possibile che il diaspro sanguigno avesse una qualche intelligenza. Fu un artefatto usato da Fistandantilus per trasferire la sua anima al corpo di un apprendista, sempre il più dotato nell'Arte di tutti i suoi apprendisti, permettendo a Fistandantilus di diventare di nuovo giovane e più potente grazie alle nuove conoscenze acquisite dalla vittima, e permettendo a Fistandantilus di divenire virtualmente immortale. La pietra del sangue è stata utilizzata contro Fistandantilus stesso da Raistlin, il quale, dopo averlo rubato con un semplice trucco e dopo una dura battaglia magica tra i due, riesce infine a metterlo sul corpo di Fistandantilus e a prendere così la sua conoscenza e i suoi ricordi, frutto dell'unione di molte generazioni di maghi. Il ciondolo di ematite fu una potente artefatto del Male sin dai primi giorni della magia. È grosso all'incirca sette centimetri di diametro, ed è incastonato in un supporto d'argento attaccato ad una catena dello stesso metallo.

### Cittadella volante
La Cittadella volante, una creazione del Signore dei Draghi Ariakas è una grossa fortezza volante che è stata magicamente strappata dal suolo usando la magia di varie Vesti Nere e controllata tramite un marchingegno che può essere utilizzato salendo sul piedistallo di questo e pensando alla direzione che si vuole far prendere all'intera cittadella.
Nelle Leggende di Dragonlance una di queste era stata usata da Kitiara e il suo esercito di draghi e draconici per superare l'esercito di Cavalieri di Solamnia che presidiava la Torre del Sommo Chierico cogliendo di sorpresa gli ufficiali che avevano preparato tutto per un attacco da terra, e quindi volando direttamente verso il suo vero obiettivo: attaccare la città di Palanthas. Tasslehoff Burrfoot insieme al nano di fosso Rounce riescono a prenderne il controllo facendola dirigere verso la Torre dell'Alta Stregoneria per far sì che Tanis e Caramon possano entrare nella Torre aggirando il bosco di Shoikan e soccorrere Dalamar da Kitiara che vuole ucciderlo per aprire la via a suo fratello Raistlin, che nel frattempo combatteva contro i servitori di Takhisis nell'Abisso.

### Congegno magico per i viaggi nel tempo
Creato da Par-Salian, il congegno magico ha la forma di un uovo ingioiellato, che può poi essere svolto e aperto fino a trasformarsi in uno scettro. Il congegno è l'unica via che abbia una persona priva di poteri magici per poter tornare indietro da un viaggio nel tempo: nella trilogia delle Leggende di Dragonlance, esso viene dato da Par-Salian a Caramon Majere in occasione del suo viaggio fino all'epoca del Cataclisma, per permettergli di tornare indietro dopo aver svolto la sua missione, ma viene rubato da Tasslehoff sotto consiglio di Raistlin e rotto per errore. La sua ricostruzione da parte dello gnomo Gnimsh, amico di Tas, incontrato nell'Abisso, eliminerà il limite del ciondolo di trasportare soltanto un passeggero alla volta e permetterà a Caramon e a Tasslehoff di tornare indietro assieme sino al loro tempo: il congegno finirà poi per sparire inevitabilmente nelle molte borse di Tas, dalle quali verrà fuori nei momenti più impensati.

## D

### Dischi di Mishakal
I Dischi di Mishakal sono preziosissimi, sottili e leggeri dischi di platino risalenti all'epoca precedente al Cataclisma, sui quali è incisa la storia di tutti gli dèi del pantheon di Krynn. Devono il loro nome alla dea Mishakal, sposa di Paladine e prima divinità a mostrarsi di nuovo su Ansalon durante la Guerra delle Lance. I dischi di Mishakal contengono gli insegnamenti degli dei del bene, come i riti matrimoniali. Contengono informazioni anche sugli dei del male e neutralità, dal momento che l'equilibrio è fondamentale in tutto il mondo. Dopo il Cataclisma, i dischi erano nascosti nella città in rovina di Xak Tsaroth. Erano custoditi dal drago nero, Khisanth (conosciuto come Onyx). I dischi sono stati trovati dai Compagni nel primo libro della serie delle Cronache, I draghi del Crepuscolo d'Autunno.

### Dragonlance
Mitologiche lance d'argento e di legno risalenti addirittura al tempo di Huma, le dragonlance sono state create per la prima volta durante la Terza Guerra dei Draghi, e sono state le fautrici della vittoria degli eserciti del grande Huma contro la Regina delle Tenebre, dopodiché sono sparite dalla circolazione. Sono armi progettate per uccidere i draghi malvagi, e sono le uniche armi con cui i mortali possono uccidere i draghi. Le lance per draghi hanno questo potere a causa del metodo con il quale sono state create, che richiede l'uso di "due manufatti benedetti dagli dei". Riforgiate dal fabbro Theros Ironfeld, l'uomo dal braccio d'argento, ricreato grazie alla dea Mishakal, con l'aiuto dell'argento fornitogli da Silvara e del Martello di Kharas, (benedetto da Reorx), le dragonlance hanno di nuovo contribuito alla vittoria durante la Guerra delle Lance, e si vocifera che siano le uniche armi in grado di forare la spessa corazza dei draghi e di ferirli sino alla morte. In realtà, come scoprirà Tasslehoff Burrfoot in una delle sue avventure, le dragonlance hanno solo il potere che gli uomini vi hanno attribuito con le loro credenze, ossia sono lance normali nelle quali si è riversata semplicemente tutta la speranza delle creature di Krynn, disperate per la guerra incipiente.

## E

### Elmo di Grallen
Originariamente trovato da Raistlin Majere all'interno di Skullcap in I Draghi degli Abissi dei Nani di Weis e Hickman. Fu indossato dapprima da Sturm Brightblade, che fu posseduto dallo spirito del principe Grallen, un principe dei nani, figlio del Sommo Re Duncan, morto secoli prima durante le Guerre di Porta dei Nani. Fu poi indossato da Flint Fireforge durante il Consiglio dei Thane a Thorbardin, e fu usato per entrare nella tomba di re Duncan. Quando fu posto sulla statua di pietra di Grallen, la cui tomba era vuota, si tramutò in pietra e divenne una parte della statua. L'elmo è stato presumibilmente trovato, all'incirca nello stesso periodo, anche da Chane Feldstone, in The Gates of Thorbardin, tra le macerie della Torre Sud di Zhaman di Skullcap e fu utilizzato per chiudere l'ingresso nascosto per Thorbardin. L'elmo, presumibilmente ritornò nel regno dei Nani dopo che Chane fu tornato a Thorbardin.

## G

### Gemma Grigia
La leggenda della Gemma Grigia di Gargath è molto complessa, e viene narrata in maniera differente da razza a razza.
Secondo gli Irda (depositari della versione più attendibile della storia), si narra che dentro la Gemma, forgiata dal grande dio Reorx sotto suggerimento di Hiddukel, sia contenuto un pezzetto dell'essenza del dio Chaos, il Padre del Tutto e del Nulla. La Gemma, dotata della inquietante capacità di catalizzare i desideri di chiunque la guardi, fu consegnata da Reorx a Lunitari perché la custodisse imparzialmente, ma parve immediatamente manifestare una volontà propria e, sfuggita alla custodia della Luna Rossa per colpa dello stesso Reorx, cominciò ad andare in giro ad alterare l'equilibrio delle cose ed a creare nuove razze, completamente fuori del controllo degli stessi dei.
La responsabilità della Gemma Grigia nel creare confusione su Krynn è evidente se si considera la storia della creazione dei nani e dei kender: si narra infatti che, dopo che Reorx ebbe consegnato la Gemma a Lunitari, si accorse di desiderarla più di ogni altra cosa al mondo e si presentò davanti alla dea per riaverla indietro. Vistosi opporre il rifiuto della stessa, che subito era stata invasa dall'identico desiderio, Reorx si mise alla testa di un gruppo di gnomi e riuscì a recuperare la Gemma dalla superficie della Luna Rossa, utilizzando un marchingegno non meglio identificato. Una volta riportata la Gemma a terra, però, gli gnomi si misero a litigare sul destino che questa dovesse subire, cercando di decidere se fosse meglio spaccarla per vedere cosa c'era dentro, oppure nasconderla per il suo immenso valore: in quel momento, dalla Gemma si sprigionò un fitto vapore grigio, ed un attimo dopo gli appartenenti alla prima fazione si erano trasformati in kender, e gli oppositori in nani; rimasero gnomi, infine, quelle creature che erano rimasti chiuse fuori dalla stanza e non avevano assistito alla discussione.
La Gemma Grigia riuscì comunque a sfuggire di nuovo al controllo di Reorx e, alla fine di innumerevoli peripezie, Palin Majere e i suoi fratelli Tanin e Sturm cercarono di catturare la Gemma Grigia, e ci riuscirono, ma il loro compagno Dougan Redhammer la perse di nuovo in una scommessa. Tempo dopo essa giunse in mano agli Irda, che già l'avevano custodita per lunghi secoli nel più assoluto isolazionismo. In seguito all'avvento degli Eserciti dei Draghi, guidati dal Generale Ariakan, gli Irda furono però colti dal panico e decisero di rompere la Gemma, pensando di sfruttare il suo enorme potere per proteggersi da ulteriori invasioni. Mai fu vista decisione più disgraziata, in quanto l'apertura della Gemma Grigia portò alla morte istantanea di tutto il popolo Irda ed alla liberazione del Chaos su Krynn, portando all'omonima guerra.

### Gioiello delle stelle
Antico pegno elfico fra innamorati, questo gioiello ha la capacità di tenere in contatto le persone che lo posseggono per quanto lontane si possano trovare, e di far loro condividere tutte le emozioni e persino i sogni. Donato dall'algida Alhana Starbreeze a Sturm Brightblade, sarà questo gioiello a permettere ai due gruppi di amici di condividere l'orrido sogno di Silvanesti quando si troveranno separati, nel libro I draghi della notte d'inverno. Il gioiello brilla soavemente mentre il possessore dell'altro è in vita, e così, ad esempio, se l'innamorato muore, la luce del gioiello della donna scompare.
Alla morte di Sturm, il gioiello sarà sepolto con lui e ne preserverà il corpo dalla corruzione, mantenendolo intatto sino a quando il legittimo proprietario, apparso in spirito, non lo donerà al figlio Steel: dopo questo atto, il corpo di Sturm svanirà nell'aria, e di lui non rimarranno che l'armatura e la spada ad onorarne il sacro sepolcro. Invece il Gioiello delle Stelle di Alhana sarà sepolto da lei nella tomba di suo padre, il re Lorac, quando Sturm morirà.

### Globi dei Draghi
I Globi dei Draghi, creati nei tempi passati dai maghi del Conclave, erano originariamente cinque. Solamente un mago di alto livello poteva controllarli, nonostante si sia presentata un'eccezione quando Laurana lo usò per respingere l'attacco alla Torre del Sommo Chierico. I Globi dei Draghi avevano il potere di dominare i draghi del loro colore presenti nelle vicinanze. Ogni globo possedeva un suo allineamento cromatico: quello posseduto da Raistlin era verde, quello sulla Muraglia di Ghiaccio era bianco, quello nella Torre del Sommo Chierico era blu, mentre gli altri due erano rosso e nero. L'aspetto rispecchiava questa loro caratteristica, dato che erano semplici sfere di cristallo, ma con all'interno una nebbia turbinante del colore a cui erano allineati. Inoltre erano permeati di una magia potente, che permetteva di compiere imprese al di là della reale forza del mago che ne usufruiva, come viene mostrato quando Raistlin lo usa per fuggire dalla nave sul Mare del Sangue di Istar, teletrasportandosi tramite esso. Come detto, Laurana sfruttò il globo per controllare i draghi che erano all'attacco della Torre del Sommo Chierico, costringendoli a cadere in una trappola predisposta per loro con l'ausilio delle Dragonlance. Pure i draconici furono colpiti, anche se cadevano solo in uno stato di confusione perché non erano completamente draghi. Uno dei Globi lo si ritrova a Silvanost nelle mani di Lorac, re dei Silvanesti, poi preso da Raistlin e usato in più occasioni in futuro. L'esempio più di spicco del pericolo connesso al loro utilizzo è dato dall'Incubo di Lorac. Quando gli eserciti del Signore dei Draghi Salah-Kahn al servizio di Takhisis arrivarono per conquistare Silvanost, Lorac tentò di usare uno dei Globi per fermarli, ma la sua mente fu soggiogata. Il drago Cyan Bloodbane, desideroso di vendicarsi degli elfi, giunse a Silvanesti, e cominciò a suggerire al re visioni da incubo della sua terra, che grazie al potere del Globo diventavano realtà. Gli effetti dell'Incubo sarebbero durati ancora per anni dopo la liberazione di Lorac e la sua successiva morte. I Globi dei Draghi sono anche molto intelligenti e possiedono un forte istinto di autoconservazione. Anche se non possono essere danneggiati con la magia, forti urti fisici possono romperli. Tracy Hickman spiega inoltre che, con il passare del tempo, i Globi dei Draghi hanno accresciuto le loro stesse menti. Un'origine contraddittoria dei Globi è presentata in La guerra dei gemelli: "gli usufruitori di magia aiutarono Huma a sconfiggere la Regina delle Tenebre, creando i magici Globi dei Draghi". I Globi andarono incontro a progressiva distruzione o smarrimento, fino a sparire tutti. Il Globo di Raistlin andò in pezzi nel passato per mano del mago stesso, il globo della Torre del Sommo Chierico venne sepolto dalle macerie e distrutto, mentre un terzo Globo fu infranto da Tasslehoff sulla pietra nella Radura di Whitestone. Invece gli ultimi due, il globo rosso e quello nero, che erano custoditi nelle sfortunate Torri di Losarcum e di Daltigoth, andarono distrutti nelle esplosioni che le avevano abbattute.

## H

### Hoopak
Compagno inseparabile di qualunque kender, un hoopak è un bastone di legno alto circa un metro che presenta un'estremità appuntita e facile da conficcare nel terreno, mentre l'altra è biforcuta e foggiata in modo da assomigliare ad una grande fionda. L'hoopak viene usato a fini bellici dai kender con straordinaria abilità, ma può anche essere fatto roteare sopra la testa fino ad emettere uno strano ed inquietante sibilo, che è un segnale di pericolo.
Un hoopak è il segno distintivo di qualunque kender, e questo poiché la stragrande maggioranza di essi obbedisce al vecchio detto "Sulle strade nuove ci vuole un hoopak" (sempre seguito da "Non ci sono strade vecchie").

## M

### Martello di Kharas
Il Martello di Kharas, o Martello dell'Onore, è stato uno dei due manufatti necessari in origine per forgiare la Dragonlance durante la Terza Guerra dei Draghi. Può essere usato da solo per creare una dragonlance minore, ma in combinazione con il braccio d'argento dell'Ergoth, può creare le vere e potenti dragonlance. Le leggende narrano che esso sia stato donato a Kharas da Reorx in persona, il dio dei Nani e falsario del mondo, che secondo la leggenda, lo aveva forgiato. Dopo la guerra, quando Takhisis ha richiamato i suoi draghi da Krynn, fu conservato dai Cavalieri di Solamnia come una santa reliquia. Poco prima del Cataclisma, un giovane ed eroico guerriero nano combatté con i Solamnici in una delle guerre del Re Prete per liberare Ansalon del male. I cavalieri di Solamnia rimasero così colpiti da questo guerriero che lo chiamarono Kharas, cioè "cavaliere" in Solamnico, e gli donarono il Martello. In seguito, Kharas tornò a Thorbardin. Poi giunse la notte del Cataclisma, e i nani sigillarono le porte del loro regno e non permisero a nessuno di entrare, nemmeno ai loro cugini, i nani delle colline. Il martello e Kharas rimasero a Thorbardin fino a quando Fistandantilus e il suo esercito di umani e nani venne a Zhaman. Questa divenne nota come la Guerra della Porta dei Nani. Il fratricidio dei nani distrusse Kharas. Egli credeva che tutti i nani dovressero andare d'accordo e vivere in pace. Tuttavia, Kharas era soprattutto un nano d'onore e aveva un gran senso del dovere. Così, quando il Sommo Re Duncan dette l'ordine di andare in battaglia, Kharas non si sottrasse al suo dovere. La battaglia che ne seguì distrusse entrambi gli eserciti a causa di Fistandantilus che aveva scatenato una forza magica inimmaginabile che fece esplodere la fortezza magica di Zhaman, trasformando in una distesa deserta le Pianure di Dergoth e rovinando la Porta di Thorbardin. Tutti morirono, tranne Kharas. La battaglia, inoltre, uccise gli eredi del Sommo Re. Così, quando il Sommo Re Duncan morì, ci furono molta lotte e litigi tra i thane su chi avrebbe dovuto governare. Disgustato, Kharas prese il suo martello, dichiarando che non ci sarebbero stati più veri re fino a quando il suo martello non fosse stato trovato, e se ne andò.
Dopo la morte di Kharas, assassinato dalla letale puntura di uno scorpione, il Martello fu ritrovato dal Neidar Flint Fireforge, che però rinunciò all'onore ed alla gloria che avrebbe potuto ottenere; prese il vero martello ed al suo posto lasciò una copia che prese Arman Kharas, figlio del Thane Hornfel: in questo modo Arman avrebbe potuto prendersi il merito della scoperta e non essere più considerato un povero pazzo, anche se il vero artefatto rimase nelle mani di Flint. Durante la battaglià che seguì nel Tempio delle Stelle (durante la quale i nani Theiwar ribelli ed un esercito di draconici guidato dai generali Dray-yan e Grag attaccarono i nani) Arman Kharas fu pugnalato a morte dal mago aurak draconico Dray-yan, che fu ucciso da Flint, aiutato dallo straordinario potere del martello di Kharas. Nessuno vide lo scontro (ad eccezione del kender Tasslehoff Burrfoot) ed infine la vittoria fu dei nani di Hornfel. Flint fece a tutti credere che fosse stato Arman a ritrovare il martello ed a uccidere Dray-yan, pagando con la sua stessa vita, in modo che Arman potesse finalmente avere la fama che la sua povera mente destabilizzata non aveva raggiunto in vita. Il Martello ritrovato dagli Eroi delle Lance fu dunque usato come merce di scambio per assicurarsi un posto per i rifugiati di Pax Tharkas a Thorbardin, e sarà di straordinaria utilità nel corso della Guerra delle Lance perché servirà a Theros Ironfeld per forgiare le mitiche dragonlance. Il martello è sorprendentemente leggero e versatile, e ha la capacità di incrementare la forza dell'utilizzatore. I nani venerano il Martello, in quanto un artefatto del loro dio, più o meno allo stesso modo in cui guaritori venererebbero il Bastone di Cristallo Azzurro (un artefatto di Mishakal, dea della guarigione).

### Medaglione della fede
I Medaglioni della fede sono indossati dai membri del clero dei veri dèi di Krynn, con l'eccezione di tre dei della magia. Questi medaglioni sono indossati per due scopi; uno è quello di annunciare la fede di chi lo indossa, e, nel caso dei chierici, lo scopo è quello fornire il canale di sbocco attraverso cui il potere risanatore del dio o della dea fluisce alle mani del chierico. I Medaglioni della fede possono essere indossati anche dai comuni cittadini, che però non ricavano potere clericale dal medaglione. I Medaglioni sono magici e hanno il simbolo del dio o della dea su di essi, ed inoltre nessuno che abbia cattive intenzioni verso il chierico o l'oggetto stesso può toccarli senza che sia colpito da una dolorosa e crepitante scarica elettrica magica. I medaglioni sono utilizzati in combinazione con abiti e paramenti per mostrare la natura e la divinità del chierico.

## P

### Portali
Il Portale assomiglia ad una grande finestra buia, la cui cornice è ornata dalle teste dei cinque draghi cromatici che rappresentano la Regina delle Tenebre. Creati in tempi antichi dai maghi per l'ansia di potersi spostare rapidamente da un luogo all'altro, i Portali finirono per svolgere fin troppo bene il loro compito ed involontariamente aprirono una via di comunicazione tra il mondo terreno di Krynn e l'Abisso, regno della Regina Oscura. Quando si rese conto di poter fuggire da quel luogo senza tempo, dove era allo stesso tempo regina e prigioniera, per estendere il proprio dominio sull'intero Krynn, Takhisis prese a tormentare con oscure visioni tentatrici un giovane mago dalla veste nera, che alla fine aprì il Portale e ne varcò la soglia per andare a raggiungere il proprio sogno di lussuria. Nessuno sa che cosa accadde a quel giovane sventurato, ma con quel gesto egli permise a Takhisis di varcare il Portale nell'altro senso, e fu solo dopo una lunga battaglia che gli eserciti di Krynn, guidati da Huma, riuscirono a ricacciarla nell'Abisso ed a richiudere definitivamente il Portale.
Rendendosi conto del terribile pericolo costituito da quegli oggetti, i maghi decisero dunque di sigillarli con un incantesimo potente ed ingegnoso, che stabiliva che soltanto un mago oscuro di incommensurabile malvagità, aiutato da un chierico di Paladine di infinita bontà, sarebbe riuscito a riaprire il Portale ed a varcarne la soglia. Tale combinazione era così improbabile che i maghi pensavano di aver definitivamente negato l'accesso all'Abisso per tutti i secoli a venire: sfortunatamente, essi non avevano fatto conto dell'amore perverso che poteva nascere tra Raistlin Majere e Crysania.

## S

### Stella Perduta
La Stella Perduta è stato un spadone usato nella Guerra delle Anime. Forgiata secoli fa da un fabbro elfico, la gemma nell'impugnatura è ritenuta una stella caduta. È stato dato ad un grande paladino elfico e fu conservato nella Torre del Sole per secoli dopo la sua morte. Quando la spada fosse stata vista dagli occhi avidi di un nemico, questi sarebbe stato intrappolato dalla bellezza della spada, incapace di attaccare. Quest'arma è stata usata per uccidere uno dei grandi draghi nel secondo libro della trilogia de La Guerra delle Anime, I Draghi della Stella Perduta.

## T

### Tobril
Il Tobril è un libro posseduto da Gilean. Il Dio Supremo in origine concepì l'Ordine della Creazione e illustrò il suo progetto per lo sviluppo del mondo nel Tobril. Il libro contiene il piano completo dell'universo. Il Dio Supremo consegnò a Gilean il Tobril, e per questo il dio della Neutralità è conosciuto come l'Osservatore e il Curatore del Tobril.

## V

### Volto d'Onore
Volto d'Onore è un'ascia da battaglia a doppio taglio da creata da un fabbro dei nani e dato a Kaz il Minotauro da Sardal Crystalthorn, un mago elfico. Se l'ascia bipenne viene perduta, Kaz può richiamarla immediatamente nelle sue mani. La lama, inoltre, rifletterà solo le immagini delle persone oneste. Gli individui senza onore non saranno in grado di vedere il loro riflesso sulla sua superficie. Infine, la lama è in grado di ripararsi da sola dopo un certo periodo di tempo, e il tempo varia in base alla quantità di danni che ha avuto in combattimento. L'ascia è stata vista per l'ultima volta durante la Terza Guerra dei Draghi, e oggi la sua ubicazione è sconosciuta.

## W

### Wyrmsbane
Wyrmsbane è una lunga spada che fu forgiata dagli Elfi durante l'Età della Potenza, ed è conosciuta anche come la redentrice. Venne persa dopo la Terza Guerra dei Draghi. Wyrmsbane è un'arma che uccide facilmente i Draconiani Baaz, in quanto la sua lama non può essere imprigionata nei loro corpi. Wyrmsbane è la spada sorella di Wyrmslayer. Dopo che gli Eroi delle Lance aiutano Alhana Starbreeze a Silvanesti, Alhana regala a Tanis Mezzelfo la spada. Tanis possiede la spada fino alla Guerra del Caos, durante la quale muore. Più tardi, un ladro la ruba dalla tomba di Tanis e la vende a un re degli orchi, che a sua volta la vende a Dhamon Grimwulf. Dhamon tenta di usarla per trovare una cura per la scala sulla sua gamba, ma non riesce. Dopo averla gettata via, Fiona, un cavaliere Solamnico nella sua compagnia, la prende. Maldred, anche lui nella compagnia di Dhamon, la conficcò in una roccia vicino a dove Fiona è morta.

### Wyrmslayer
Wyrmslayer è la leggendaria spada sorella di Wyrmsbane. È la spada incantata del re degli Elfi Kith-Kanan. È stata magicamente realizzata da maghi elfi, ed ha poteri speciali contro i draghi malvagi: come si evidenzia nelle Cronache, tale spada reagisce in presenza dei draghi, e in effetti era il flagello dei draghi. Ma i poteri della spada vanno ben oltre a questo: la magia che la permea è superiore a quello che un comune guerriero è in grado di comprendere, ma d'altronde un mago mai potrebbe impugnarla. Il pomo è impreziosito di una gemma verde, l'elsa ha la forma di un becco d'aquila, e sulla lama è scritta una frase in lingua elfica. Wyrmslayer è stato forgiato dagli elfi durante la Seconda Guerra dei Draghi al fine di respingere i draghi malvagi di Silvanesti. Kith-Kanan, il più grande re degli elfi, inoltre l'ha usata durante le guerre Kinslayer. Fu infine presa insieme a Kith-Kanan a Qualinesti e sepolta nella Sla-Mori con lui. Quando i Compagni erano nella Sla-Mori, in particolare nella tomba di Kith-Kanan, sul loro cammino verso Pax-Tharkas, caddero in un'imboscata di un mostro dalla forma di una lumaca gigantesca. Questo mostro li attaccò, e sputò acido sulla spada di Tanis, fondendola. Senza spada, Tanis cercò una nuova arma e la trovò sul trono/sepoltura di Kith-Kanan, dove forse Kith-Kanan stesso gli consegnò la lama. Tanis la perse quando la dette a Caramon alla Locanda del Drago Rosso a Tarsis. L'edificio crollò, e più tardi, quando la spada era stata recuperata, era in possesso del gruppo di Laurana e Sturm. Fu conservata in una cassa. Quando Laurana recuperò il globo dei draghi nel Qualin-mori, fu costretta a lasciare Wyrmslayer. Più tardi, Porthios, fratello di Laurana, la presentò a Tanis nel giorno in cui Laurana e Tanis si sono sposati.